# Berhanu Bayeh
Berhanu Beyeh (Goggiam, 1938) è un politico e militare etiope, che ha ricoperto la carica di Ministro degli Esteri durante il periodo dittatoriale di Menghistu Hailé Mariàm, noto come terrore rosso.

## Biografia
Berhanu Beyeh è stato presidente della commissione per gli affari legali del Derg, prima di diventare Ministro degli Esteri sotto la presidenza di Menghistu.
In seguito alla caduta del regime dittatoriale comunista,  nel maggio del 1991 Berhanu Beyeh si rifugiò nell'Ambasciata italiana di Addis Abeba, insieme ad Addis Tedla, Tesfay Gebre Kidan e Hailu Yimenu. 
Condannato a morte in assenza nel 2008 insieme ad altri esponenti del regime per genocidio, nel dicembre 2020, in seguito alla commutazione della pena all'ergastolo disposta dal presidente dell'Etiopia Sahle-Work Zewde, Berhanu Beyeh ha lasciato l'ambasciata italiana, dopo 22 anni, considerato il più lungo periodo al mondo trascorso da una persona in asilo politico.  Stessa sorte è toccata all'altro rifugiato Addis Tedla. 
In effetti Berhanu Beyeh non ha mai ufficialmente presentato domanda di asilio politico, ma è stato accolto dall'ambasciata italiana, in quanto condannato a morte, pena non ammessa dall'ordinamento costituzionale italiano.